# Bubbly
Bubbly (englisch für: „sprudelnd“) ist ein Popsong der US-amerikanischen Singer-Songwriterin Colbie Caillat aus dem Jahr 2007.

## Entstehung und Veröffentlichung
Die Interpretin Colbie Caillat und Jason Reeves schrieben Bubbly. Mikal Blue fungierte als Produzent. Erste Aufmerksamkeit erhielt der Song durch Caillats MySpace-Seite, wo er über zehn Millionen Mal abgespielt wurde. Die Erstveröffentlichung von Bubbly erfolgte am 15. Mai 2007 als Single beim Label Universal Republic. Am 13. Juli 2007 erschien Bubbly als Teil von Caillats Debütalbum Coco.
In dem Lied geht es um das Empfinden zu einer anderen Person und welche Emotionen diese in dem lyrischen Ich auslöst. So sei es nach der Nacht schon eine Zeit lang wach und fühle sich wieder wie ein Kind, und jedes Mal, wenn es in das vor Leben übersprudelte Gesicht des Gegenübers sehe, beginne es an den verrücktesten Stellen zu kitzeln („I’ve been awake for a while now, You’ve got me feeling like a child now, ’Cause every time I see your bubbly face, I get the tingles in a silly place.“).
Das dazugehörige Musikvideo entstand unter der Regie von Liz Friedlander und verzeichnet auf der Videoplattform YouTube über 146 Millionen Aufrufe.

## Kommerzieller Erfolg

### Chartplatzierungen
| ChartsChartplatzierungen       | Höchstplatzierung | Wochen |
| ------------------------------ | ----------------- | ------ |
| Deutschland (GfK)              | 10 (19 Wo.)       | 19     |
| Österreich (Ö3)                | 6 (28 Wo.)        | 28     |
| Schweiz (IFPI)                 | 11 (52 Wo.)       | 52     |
| Vereinigte Staaten (Billboard) | 5 (44 Wo.)        | 44     |
| Vereinigtes Königreich (OCC)   | 58 (9 Wo.)        | 9      |

| ChartsJahrescharts (2007)      | Platzierung |
| ------------------------------ | ----------- |
| Deutschland (GfK)              | 67          |
| Österreich (Ö3)                | 65          |
| Schweiz (IFPI)                 | 64          |
| Vereinigte Staaten (Billboard) | 67          |

| ChartsJahrescharts (2008)      | Platzierung |
| ------------------------------ | ----------- |
| Schweiz (IFPI)                 | 77          |
| Vereinigte Staaten (Billboard) | 21          |

| ChartsJahrescharts (2000–2009) | Platzierung |
| ------------------------------ | ----------- |
| Vereinigte Staaten (Billboard) | 79          |

### Auszeichnungen für Musikverkäufe
| Land/Region                  | Auszeichnungen für Musikverkäufe (Land/Region, Auszeichnung, Verkäufe) | Verkäufe  |
| ---------------------------- | ---------------------------------------------------------------------- | --------- |
| Australien (ARIA)            | 6× Platin                                                              | 420.000   |
| Belgien (BRMA)               | Gold                                                                   | 25.000    |
| Brasilien (PMB)              | 3× Platin                                                              | 180.000   |
| Dänemark (IFPI)              | Platin                                                                 | 90.000    |
| Deutschland (BVMI)           | Gold                                                                   | 150.000   |
| Neuseeland (RMNZ)            | 3× Platin                                                              | 90.000    |
| Vereinigte Staaten (RIAA)    | 6× Platin · + Gold (Mastertone)                                        | 6.500.000 |
| Vereinigtes Königreich (BPI) | Gold                                                                   | 400.000   |
| Insgesamt                    | 4× Gold · 19× Platin ·                                                 | 7.855.000 |